# 黃晦卿
黄晦卿（越南语：／，1362年—1407年），越南胡朝官员。
黄晦卿是广平丽水人。陈朝顺宗在位期间，他是一位太学生。当时陈朝大权落入权臣黎季犛（后改名胡季犛）手中，许多人对此很不满。1391年，化州（今顺化）的守将潘猛、朱秉珪商讨起兵杀死黎季犛之事，被邓悉和黄晦卿秘密报告给了黎季犛，致使潘、朱二人被诛杀。事后，黄晦卿被封为正刑院大夫。
1400年，黎季犛改名胡季犛并篡位，建立胡朝。不久，胡季犛禅位给儿子胡汉苍，并以胡汉苍的名义向明朝求封。然而，不少陈朝遗臣逃入明朝，要求明廷讨伐胡季犛，占城国王占巴的赖也向明朝告状，致使胡朝与明朝关系紧张。1405年，胡朝与广西思明州土司的边界纠纷使此更加紧张。明朝方面声称胡朝强占了边境的禄州下属的领土，要求归还。胡季犛被迫做出让步，派黄晦卿出使明朝，将这片土地割让予明。此后，胡季犛加强了兵备，派黄晦卿加筑多邦城（在今河内市巴位县）。
1407年，明朝南下侵略胡朝，黄晦卿被胡季犛派往南方安抚占城，以邓悉和乂安土官范世矜作为心腹，利用校正侯制麻奴㐌难（原占城国王制蓬莪之子）的威望来对抗占城国王占巴的赖。胡季犛、胡汉苍等人被明军俘虏后，占城也北上攻击胡朝，黄晦卿据化州抵抗。邓悉和范世矜皆降明，邓悉逮捕黄晦卿欲移交给张辅。行至丹咍海口，为避免被俘受辱，自刎身亡。张辅斩其首号令于昇龍闹市。